# Rivière Madisson
Pour l’article homonyme, voir Madison.
La rivière Madisson est un affluent de la rive ouest de la rivière Chaudière laquelle coule vers le nord pour se déverser sur la rive sud du fleuve Saint-Laurent.
La rivière Madisson coule dans les municipalités de Lac-Drolet et de Sainte-Cécile-de-Whitton, dans la municipalité régionale de comté (MRC) Le Granit, dans la région administrative de l'Estrie, au Québec, au Canada.

## Géographie
Les principaux bassins versants voisins de la rivière Madisson sont :
- côté nord : rivière Drolet, rivière Ludgine ;
- côté est : rivière Chaudière ;
- côté sud : rivière Chaudière, rivière Glen, ruisseau O'Hara ;
- côté ouest : rivière Sauvage (rivière Felton), Rivière Noire (rivière Felton).

La rivière Madisson prend sa source à la décharge du Lac du Rat Musqué (longueur : 2,1 km en forme de croissant ; altitude : 471 m), dans la municipalité du Lac-Drolet. Ce lac est situé en zone forestière à l'est du hameau Saint-Samuel-Station, au sud du lac Drolet et à l'ouest du village de Lac-Drolet.
À partir de l'embouchure du lac du Rat Musqué, la rivière Madisson coule sur 10,3 km répartis selon les segments suivants :
- 3,2 km vers le sud-est, jusqu'à une route de campagne ;
- 4,2 km vers le sud-est, en recueillant les eaux de la décharge du Lac Trois Milles (venant de l'ouest), jusqu'à la limite municipale de Sainte-Cécile-de-Whitton ;
- 2,9 km vers le sud-est, jusqu'à sa confluence.

La rivière Madisson se déverse sur la rive ouest de la rivière Chaudière dans la municipalité de Sainte-Cécile-de-Whitton. Sa confluence se situe en aval du pont du village de Lac-Mégantic, en aval des "rapides du Diable" et en amont de la limite intermunicipale entre Sainte-Cécile-de-Whitton et de Lac-Drolet.

## montanaToponymie
Le toponyme rivière Madisson a été officialisé le 6 mars 1970 à la Commission de toponymie du Québec.